# 十二月二十五日鎮 (巴拉圭)

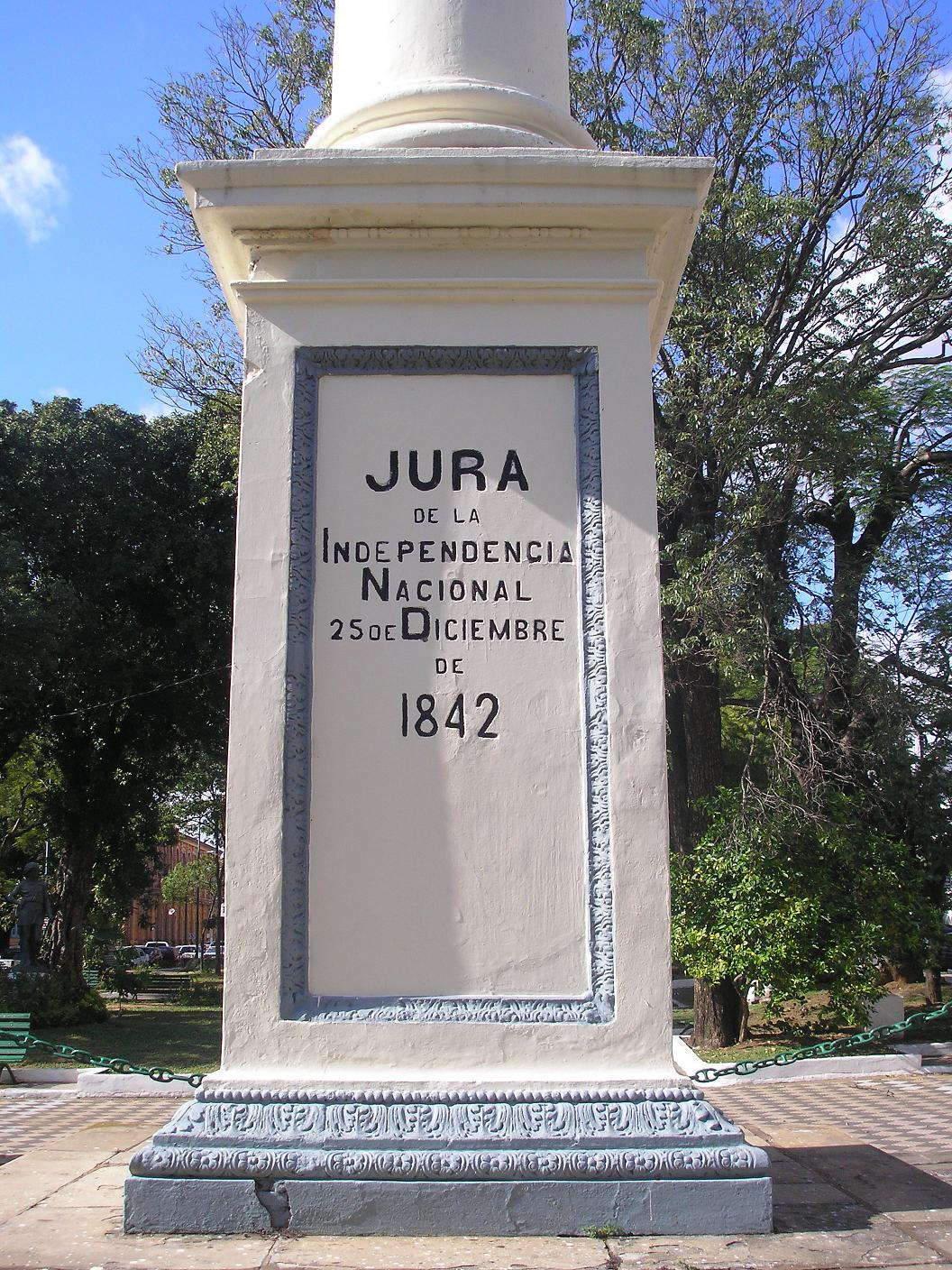

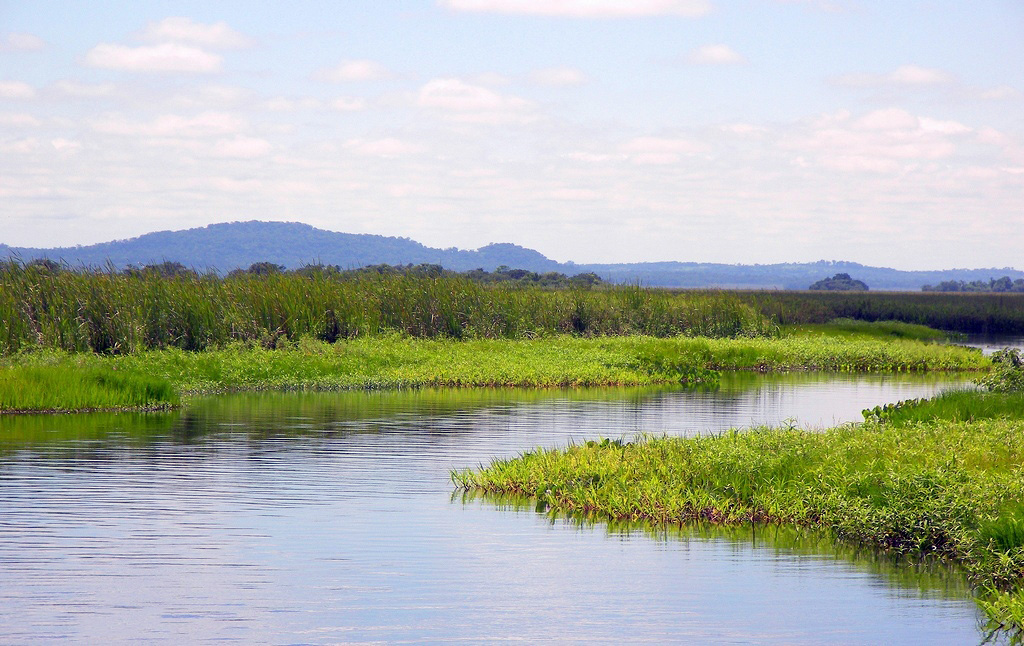

十二月二十五日鎮（西班牙語：25 de Diciembre），是巴拉圭的城鎮，位於該國中部，由聖佩德羅省負責管轄，始建於1973年9月7日，面積995平方公里，海拔高度117米，2008年人口9,147，人口密度每平方公里119人。